# Bracon chinandegaensis
Bracon chinandegaensis är en stekelart som beskrevs av Cameron 1905. Bracon chinandegaensis ingår i släktet Bracon och familjen bracksteklar. Inga underarter finns listade.